# Phrynobatrachus annulatus
Phrynobatrachus annulatus is een kikker uit de familie Phrynobatrachidae en het geslacht Phrynobatrachus. De soort werd voor het eerst wetenschappelijk beschreven door Jean-Luc Perret in 1966. Oorspronkelijk werd de wetenschappelijke naam Phrynobatrachus cornutus annulatus gebruikt.
De kikker komt voor in delen van Afrika en leeft in de landen Ghana, Guinee, Ivoorkust en Liberia. De natuurlijke habitat van Phrynobatrachus annulatus bestaat uit vochtig subtropisch en tropisch laagland regenwoud.